# 前仓镇
前仓镇是中国浙江省永康市所辖的一个镇，位于永康最南部，面积78.69平方公里，辖38个行政村，常住人口23265人，与江南街道、石柱镇、舟山镇及磐安县相邻。

## 行政区划
下辖以下地区：
前仓社区、前仓村、馆头村、麻车店村、璋川村、善塘村、罗桥村、枫林村、小王元村、川塘村、世彰村、朝川村、宅树下村、溪坦村、法莲村、石角村、白岩村、斗潭村、和乐村、光瑶村、大坑村、麻塘村、新下村、榭垛村、大处村、界牌村、金斗村、大坞村、石塘村、本扎村、豆岭村、后郑村、荆州村、后吴村、大陈村、历山村、塘头村、石雅村和杨横坑村。

## 中国传统村落
厚吴村获评“中国传统村落”。